# Donji Zagon
Donji Zagon est une localité de Croatie située dans la municipalité de Novi Vinodolski et dans le comitat de Primorje-Gorski Kotar. En 2001, la localité comptait 141 habitants.

## Démographie
| 1948 | 1953 | 1961 | 1971 | 1981 | 1991 | 2001 |
| ---- | ---- | ---- | ---- | ---- | ---- | ---- |
| 201  | 207  | 197  | 216  | 192  | 148  | 141  |